# Roelof Bijlsma
Roelof Bijlsma (Lochem, 23 februari 1880 - Apeldoorn, 28 januari 1947) was van 1933 tot 1945 algemene rijksarchivaris van Nederland.

## Biografie
Bijlsma werd in 1880 in Lochem geboren als zoon van de huisarts Riemer Bijlsma en Sjoertje de Jong. Na zijn gymnasiumopleiding in Middelburg ging hij in 1898 rechten studeren aan de Universiteit Utrecht. Hij promoveerde aldaar op stellingen op 1 april 1903. Promotor was de Utrechtse hoogleraar Jean Charles Naber. In datzelfde jaar werd  Bijlsma op voorspraak van Robert Fruin benoemd bij het Rotterdamse archief. In 1916 werd Bijlsma door Fruin naar het Algemeen Rijksarchief gehaald als chartermeester. In 1922 werd hij, als rijksarchivaris, afdelingshoofd van de eerste afdeling "Staten-Generaal tot 1796", die in 1924 werd uitgebreid met de afdeling "Koloniale archieven". Nadat Fruin het ambt van algemene rijksarchivaris in 1932 had neergelegd volgde Bijlsma hem op. Tijdens de Tweede Wereldoorlog droeg Bijlsma er zorg voor dat het Rijksarchiefwezen ongeschonden door deze moeilijke periode werd geloodst. Na zijn pensionering verhuisde Bijlsma naar Vaassen in Gelderland.
Bijlsma trouwde op 21 september 1916 met Nelly Alting Mees (1886-1934), een telg uit de familie Mees. Hij overleed in januari 1947 op 66-jarige leeftijd in Apeldoorn. Bijlsma was Ridder in de Orde van de Nederlandse Leeuw.